# Lusije Kvijet
Lusije Kvijet (Lusius Quietus, ? - 118) bio je rimski vojskovođa u službi imperatora Trajana. Rodio se kao berberski princ u Mauretaniji, odnosno kao sin berberskog poglavice koji je Rimljanima pomogao 40. osvojiti Mauretaniju Tingitanu u današnjem Maroku. Za to je Kvijetova obitelj, uključujući i samog Kvijeta, nagrađena rimskim građanskim pravom. Kvijet je vojnu karijeru započeo kao konjički zapovjednik pod carem Domicijanom te dobio status viteza, ali je poslije smijenjen zbog neposluha. Kvijetova karijera je oživljena pod Trajanom, koji ga je stavio na čelo berberske pomoćne konjice prilikom pohoda na Daciju. Kvijet se tamo istakao svojom vojnom sposobnošću, a za zasluge u Trajanovoj pobjedi je nagrađen mjestom senatora. Kvijet je 113. pratio Trajana na njegovom velikom pohodu na Partsko Carstvo; tamo se istakao osvajanjem Nisibisa, Edese te gušenjem pobuna u pozadini Trajanove vojske koja je napredovala u Mezopotamiji. Nakon toga je imenovan za guvernera Judeje koju je u to vrijeme pogodio veliki ustanak Židova.
Kvijet je opsjeo i zauzeo ustaničko središte Lidu (današnji Lod), te potom brutalno, ali metodički pacificirao zemlju. Ustanak je upravo po njemu, odnosno po iskvarenom grčkoj verziji njegovog imena, nazvan Kitosovim ratom. Godine 118. je umro nasilnom smrću; dio povjesničara špekulira kako je ubijen po naređenju novog cara Hadrijana koji nije imao povjerenja u kadar prethodnog cara.